# Pielgrzymowice (województwo śląskie)

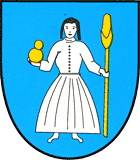
Nieoficjalny herb wsi Pielgrzymowice

Pielgrzymowice (niem. Pilgramsdorf) – wieś w Polsce położona w województwie śląskim, w powiecie pszczyńskim, w gminie Pawłowice. Powierzchnia sołectwa wynosi 13,17 km², a liczba ludności 2688, co daje gęstość zaludnienia równą 197,5 os./km².
Większość mieszkańców utrzymuje się pracując w okolicznych zakładach przemysłowych i punktach usługowych, ale prowadzona jest tu także działalność rolnicza, hodowlana, usługowa i agroturystyczna.
W Pielgrzymowicach znajduje się zabytkowy drewniany kościół z 1675 r. pod wezwaniem św. Katarzyny. Kościół ten znajduje się na Szlaku Architektury Drewnianej województwa śląskiego. We wsi znajduje się także zabytkowy zamek właścicieli Pielgrzymowic, który w latach powojennych do 1996 r. pełnił rolę szkoły. Krajobraz Pielgrzymowic ma charakter wiejski - zabudowania to domy jednorodzinne i budynki gospodarskie. Ukształtowanie terenu pagórkowate z licznymi lasami i karpiowymi stawami hodowlanymi. 

## Nazwa
W księdze łacińskiej Liber fundationis episcopatus Vratislaviensis (pol. Księga uposażeń biskupstwa wrocławskiego) spisanej za czasów biskupa Henryka z Wierzbna pomiędzy 1295–1305 miejscowość wymieniona jest w szeregu wsi położonych w okolicy Żor i Wodzisławia (ville circa Zary et Wladislaviam), w zlatynizownej formie Peregrini villa.

## Części wsi
| SIMC    | Nazwa         | Rodzaj    |
| ------- | ------------- | --------- |
| 0218710 | Brzeziny      | część wsi |
| 0218727 | Dolny Dwór    | część wsi |
| 0218733 | Mała Strona   | część wsi |
| 0218740 | Podlesie      | część wsi |
| 0218756 | Trąbieniec    | część wsi |
| 0218762 | Wielka Strona | część wsi |

## Historia

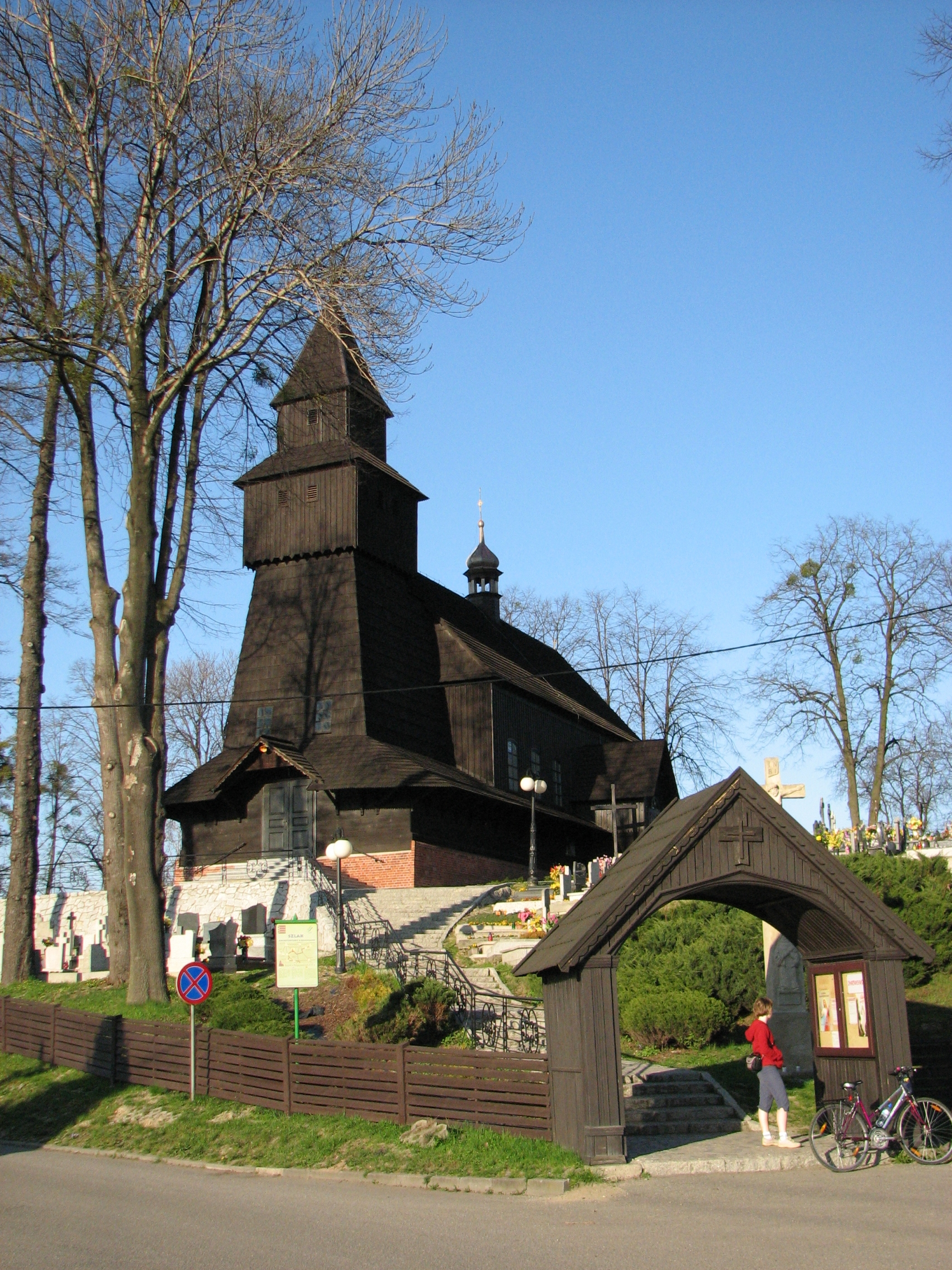
Kościół drewniany zbudowany w l. 1675-80, przebudowany w l. 1908-11

Pierwsze wzmianki na temat Pielgrzymowic pochodzą z ok. 1305 roku, choć na podstawie czasu powstania księgi biskupstwa wrocławskiego, gdzie wieś odprowadzała dziesięcinę, można przyjąć, że jej początki sięgają XIII wieku. W księdze tej Pielgrzymowice wymienione są w szeregu wsi położonych w okolicy Żor i Wodzisławia (ville circa Zary et Wladislaviam) jako Peregrini villa. Przebiegał tędy stary szlak handlowy przez Bramę Morawską, a w średniowieczu znajdowała się tu twierdza warowna, będąca przedmiotem sporów między książętami śląskimi a której pochodzenie historycy datują na okres wcześniejszy od daty powstania państwa polskiego. Twierdza warowna umiejscowiona była podobno na terenie istniejącej po dziś dzień rezydencji Reizensteinów (właściciele tych ziem na przełomie XIX i XX wieku), a obecnie sąsiadującej ze Szkołą Podstawową im. Karola Miarki. Pierwsze informacje o pielgrzymowickim szkolnictwie pochodzą z roku 1679. W czasach panowania pruskiego postawiono budynek szkolny, w którym od połowy XIX w. nauczał urodzony w Pielgrzymowicach znany polski działacz narodowy Karol Miarka. Z początkiem dwudziestego stulecia "Miarkówka" okazała się zbyt ciasna i zbudowano nowy obiekt w miejscu obecnej strażnicy OSP, który został zniszczony podczas drugiej wojny światowej. Na początku lat 70. doszło do przebudowy dawnej "Miarkówki", natomiast w roku 1994 oddano do użytku nowy gmach, w którym mieści się obecnie szkoła podstawowa. Pamięć o Karolu Miarce, wybitnym krzewicielu polskości na Śląsku jest w Pielgrzymowicach stale kultywowana. Corocznie wręczana jest tutaj Nagroda im. Karola Miarki przyznawana najwybitniejszym działaczom kultury Górnego Śląska, której laureatami są m.in. Wojciech Kilar oraz Henryk Mikołaj Górecki, a w roku 2010 została uhonorowana nią społeczność Pielgrzymowic. Dodatkową atrakcją turystyczną, jaką oferują uczestnikom organizatorzy zimowych ferii z kontrabasem w roli głównej jest zwiedzenie drewnianego kościoła z XVII wieku z organami w oryginale zachowanymi od czasów, kiedy grali na nich Miarkowie - ojciec i syn Karol.
W latach 1975–1998 miejscowość położona była w województwie katowickim.

## Osoby związane z miejscowością
- W miejscowości urodził się Karol Miarka zwany starszym – polski działacz społeczny na Górnym Śląsku, nauczyciel, publicysta oraz wydawca.

## Turystyka
Przez miejscowość przebiega  czerwona trasa rowerowa nr 190, istniejąca pod nazwą Trakt Reitzensteinów.

## Organizacje
- Ochotnicza Straż Pożarna, w 2007 r. obchodziła 110-lecie istnienia.
- Stowarzyszenie Koło Gospodyń Wiejskich
- Stowarzyszenie Kulturalno Społeczne Karola Miarki